# Jahrhundertspiel
Als Jahrhundertspiel (auch Spiel des Jahrhunderts, italienisch Partita del secolo, spanisch Partido del siglo) wird das Halbfinalspiel der Fußball-Weltmeisterschaft 1970 in Mexiko bezeichnet, bei dem Italien gegen Deutschland mit 4:3 nach Verlängerung gewann. Es wurde am 17. Juni 1970 im Aztekenstadion in Mexiko-Stadt ausgetragen. Das Duell zwischen dem Europameister von 1968 Italien und dem Vizeweltmeister von 1966 Deutschland gilt als eines der dramatischsten Spiele der Fußballgeschichte.
Die deutschen Journalisten hatten wenige Tage vor diesem Spiel bereits das Viertelfinale zwischen der deutschen Mannschaft und Weltmeister England, das Deutschland nach einem 0:2-Rückstand mit 3:2 in der Verlängerung gewonnen hatte, als Jahrhundertspiel bezeichnet. Sie mussten dies jedoch nach dem Italienspiel revidieren. Beide Spiele hatten großen Anteil daran, dass die WM von 1970 bis heute als eine der besten Fußballweltmeisterschaften bezeichnet wird. Im vier Tage später stattfindenden Endspiel unterlag Italien gegen Brasilien klar mit 1:4. Die Deutlichkeit des Ergebnisses führen Experten auf den enormen Kraftverlust der Italiener im Spiel gegen Deutschland zurück.

## Austragungsort
Ursprünglich war Mexiko-Stadt als Austragungsort des ersten Halbfinales Uruguay gegen Brasilien angesetzt gewesen und das Estadio Jalisco in Guadalajara für das italienische Spiel gegen die Deutschen. Nachdem die Paarungen festgestanden waren, tauschte die FIFA jedoch die Austragungsorte. So trat Uruguay zu seinem Halbfinale nur unter Protest an, da vermutet wurde, dass das Spiel deshalb nach Guadalajara verlegt worden war, weil die Brasilianer ihre bisherigen Spiele dort ausgetragen hatten. Gemäß Artikel 26 der WM-Bestimmungen wurden die Halbfinal-Austragungsorte aber erst festgelegt, nachdem die Teilnehmer festgestanden waren. Die Entscheidung wurde getroffen, um die Mannschaften so wenig wie möglich reisen zu lassen.
Die Sympathien der mexikanischen Zuschauer lagen in beiden Spielen jeweils auf einer Seite: In Guadalajara wurden die Brasilianer unterstützt, in Mexiko-Stadt die Deutschen, da Italien zuvor den Gastgeber rausgeworfen hatte. Während jeder deutsche Spieler bei der Vorstellung vom Publikum mit Applaus bedacht wurde, begrüßte es die italienischen Spieler mit wilden Pfeifkonzerten.

## Spielverlauf
Anmerkung: Die Zeitangaben für die Tore und Auswechslungen unterscheiden sich in verschiedenen Quellen. Die hier genannten Zeiten entsprechen den Angaben der FIFA.
| Italien                                                     | Italien | BR Deutschland | BR Deutschland |
| ----------------------------------------------------------- | --- | --- | -------------- |
| Italien                                                     | \| 2. Halbfinale \| \| 17. Juni 1970 um 16:00 Uhr in Mexiko-Stadt (Aztekenstadion) \| \| Ergebnis: 4:3 n. V. (1:1, 1:0) \| \| Zuschauer: 102.444 \| \| Schiedsrichter: Arturo Yamasaki ( Mexiko)[6] \|                                                                        | \| 2. Halbfinale \| \| 17. Juni 1970 um 16:00 Uhr in Mexiko-Stadt (Aztekenstadion) \| \| Ergebnis: 4:3 n. V. (1:1, 1:0) \| \| Zuschauer: 102.444 \| \| Schiedsrichter: Arturo Yamasaki ( Mexiko)[6] \|                                            | BR Deutschland |
| Italien                                                     | Enrico Albertosi – Tarcisio Burgnich, Pierluigi Cera, Roberto Rosato (91. Fabrizio Poletti), Giacinto Facchetti – Mario Bertini, Sandro Mazzola (46. Gianni Rivera), Giancarlo De Sisti – Angelo Domenghini, Roberto Boninsegna, Luigi Riva Cheftrainer: Ferruccio Valcareggi | Sepp Maier – Berti Vogts, Willi Schulz, Karl-Heinz Schnellinger, Bernd Patzke (63. Sigfried Held) – Uwe Seeler , Franz Beckenbauer, Wolfgang Overath – Jürgen Grabowski, Gerd Müller, Hannes Löhr (53. Reinhard Libuda) Cheftrainer: Helmut Schön | BR Deutschland |
| Italien                                                     | 1:0 Boninsegna (8.) 2:2 Burgnich (98.) 3:2 Riva (104.) 4:3 Rivera (111.) | 1:1 Schnellinger (90.) 1:2 Müller (94.) 3:3 Müller (110.) | BR Deutschland |
| Italien                                                     | Rosato, Domenghini, De Sisti | Müller, Overath | BR Deutschland |
| 2. Halbfinale                                               | | |                |
| 17. Juni 1970 um 16:00 Uhr in Mexiko-Stadt (Aztekenstadion) | | |                |
| Ergebnis: 4:3 n. V. (1:1, 1:0)                              | | |                |
| Zuschauer: 102.444                                          | | |                |
| Schiedsrichter: Arturo Yamasaki ( Mexiko)                   | | |                |

Die frühe italienische 1:0-Führung durch Roberto Boninsegna in der achten Minute konnte Karl-Heinz Schnellinger erst in der Nachspielzeit der zweiten Halbzeit, kurz vor dem eigentlichen Schlusspfiff, ausgleichen. Den deutschen Fernsehkommentator Ernst Huberty verleitete das zu einem Kultausspruch („…ausgerechnet Schnellinger!“), da Schnellinger in Italien sein Geld als Profi beim AC Mailand und davor bereits beim AS Rom und dem AC Mantova verdiente und dies auch sein einziges Tor in 47 Länderspielen war.
Es kam daher zu einer Verlängerung, in der Gerd Müller das deutsche Team bereits in der 4. Minute in Führung brachte, die durch Tarcisio Burgnich vier Minuten später egalisiert wurde. Eine Minute vor dem Seitenwechsel traf Luigi Riva zur 3:2-Führung für Italien. Gerd Müller glich zum 3:3 für die DFB-Auswahl aus. Diese agierte zu jenem Zeitpunkt praktisch nur noch mit neun Feldspielern, da ihr Auswechselkontingent erschöpft war und der seit Beginn der Verlängerung mit bandagiertem rechten Arm spielende Franz Beckenbauer kaum noch einsatzfähig war. Er  hatte sich in der 65. Minute das Schultereckgelenk gebrochen, als er bei einem mit Freistoß für Deutschland geahndeten Zusammenprall an der Strafraumgrenze einen Elfmeter schinden wollte.
Eine Minute nach dem deutschen Ausgleich entschied der zur Halbzeit für Sandro Mazzola eingewechselte Gianni Rivera die Partie mit seinem Treffer für Italien zum 4:3-Endstand. Am Spielende erhoben sich die Zuschauer von ihren Plätzen und applaudierten beiden Mannschaften.

## Medien
Das Spiel wurde in Italien von der RAI übertragen, kommentiert von Nando Martellini im Fernsehen und Enrico Ameri im Radio. 
In Deutschland wurde es live von der ARD übertragen. Der Reporter für das Spiel war Ernst Huberty. Im Radio wurde das Spiel live von Oskar Klose und Kurt Brumme kommentiert. Brumme, der eigentlich für seinen distanzierten Stil bekannt war, kommentierte die Versuche der italienischen Mannschaft, die 1:0-Führung durch Verzögerungen über die Zeit zu retten, sarkastisch: „Mein Gott, ist das ein Fußballspiel hier. Das ist ja entsetzlich, das ist ja widerlich. Burgnich ist soeben verstorben, sehe ich. Nein, da kommt er wieder“.

## Gedenktafel

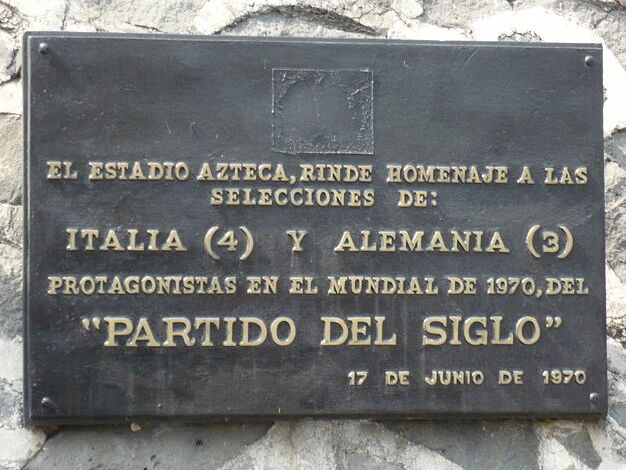
Erinnerungstafel am Aztekenstadion

An das Jahrhundertspiel wird am Aztekenstadion in Mexiko-Stadt mit einer Erinnerungstafel erinnert, auf der zu lesen ist:
El Estadio Azteca, rinde homenaje a las selecciones de:
Italia (4) y Alemania (3)
Protagonistas en el Mundial de 1970, del “Partido del Siglo”
17 de junio de 1970
Übersetzung:
Das Azteken-Stadion ehrt die Nationalmannschaften von
Italien (4) und Deutschland (3)
als Teilnehmer des „Jahrhundertspiels“ bei der Weltmeisterschaft 1970
17. Juni 1970